# عشق وحشی
«عشق وحشی» یا عشق بی‌رحم (به انگلیسی: Savage Love (Laxed – Siren Beat)) ترانه‌ای از تهیه‌کنندهٔ موسیقی نیوزیلندی جاش ۶۸۵ و خوانندهٔ آمریکایی جیسون درولو است. این تک‌آهنگ به‌طور رسمی در ۱۱ ژوئن ۲۰۲۰ منتشر شد.
در ۲ اکتبر ۲۰۲۰، ریمیکسی از این ترانه با حضور گروه کره‌ای بی‌تی‌اس منتشر شد و حاوی وِرس جدیدی به زبان کره‌ای بود. خواننده‌های اصلی این ریمیکس جونگ کوک، شوگا و جی-هوپ بودند. این ریمیکس در جداول ۱۰۰ آهنگ داغ و ۲۰۰ آهنگ جهانی بیلبورد شمارهٔ یک شد.